# Pavón (Santa Fe)
La localidad de Pavón es un pueblo que pertenece al Departamento Constitución, provincia de Santa Fe, República Argentina. Está situada a 203 km de la ciudad capital provincial de Santa Fe, y a 43 km de Rosario, con acceso a la Autopista Rosario-Buenos Aires. En sus inmediaciones aconteció a mediados del siglo XIX la crucial Batalla de Pavón, evento bélico ocurrido el 17 de septiembre de 1861 entre las tropas federales del General Justo José de Urquiza y los ejércitos unitarios del Gral.  Bartolomé Mitre hecho clave en la historia del país.

## Geografía

### Sismicidad
La región responde a la «subfalla del río Paraná», y a la «subfalla del río de la Plata», con sismicidad baja; y su última expresión se produjo el 5 de junio de 1888 (137 años), a las 3.20 UTC-3, con una magnitud probable, en Pavón, de 4,5 en la escala de Richter. (Terremoto del Río de la Plata de 1888).

## Creación de la Comuna
- 30 de septiembre de 1953

## Parajes
- Estación Pavón

## Escuelas de Educación Común y Adultos
- Escuela "Unidad Nacional", 300 alumnos
- Centro Alfabetizador 223, 17 alumnos

## Entidades Deportivas y Sociales
- Club Atl. Benjamín Matienzo
- Club Atl. Pavón

## Entidades de bien público
- Asociación de Bomberos Voluntarios Desde 1995 esta localidad cuenta con un cuartel siendo uno de los más[2] referentes de la zona.

## Personajes
- Abel Eduardo Balbo (exfutbolista), Selección Nacional
- Luciano Cardinali (futbolista), Actualmente se desempeña en el Sportivo Atlético Club Las Parejas

Cuccioletta Mario: Institución del fútbol local y zonal, hacedor de los principales jugadores de fútbol de Pavón, Empalme V.C y Villa Constitución.
Profesor y maestro de taller Escuela Técnica Villa Constitución.

## Turismo y pesca

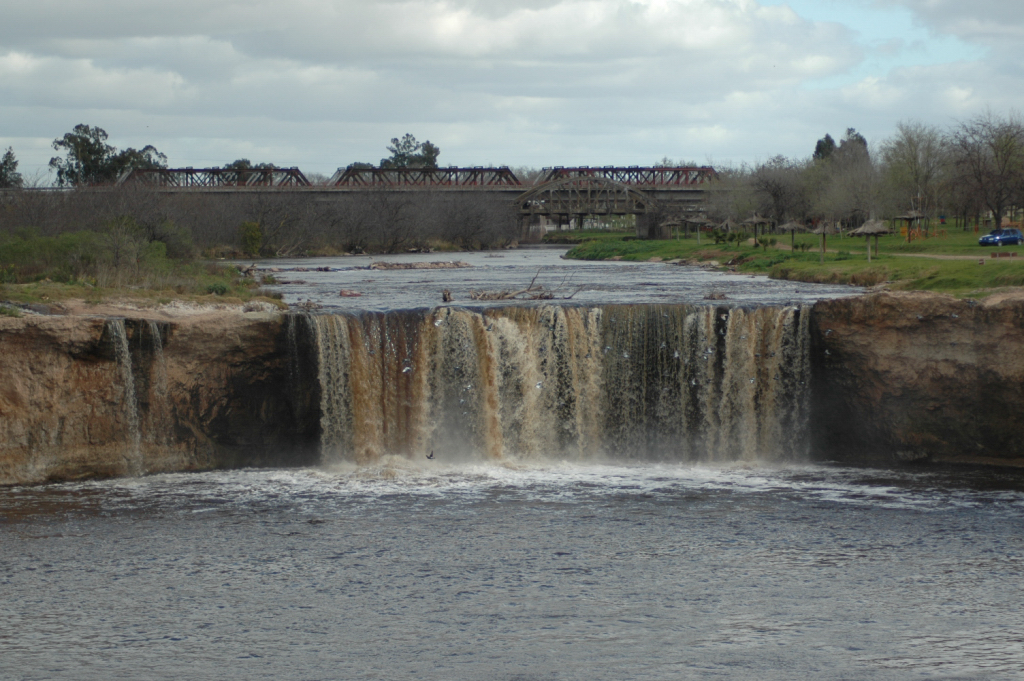
Vista de la Catarata del Arroyo Pavón, ubicada a dos kilómetros del pueblo.

A dos kilómetros del pueblo, hacia el norte, se encuentra el arroyo Pavón; éste posee un salto de agua de nueve metros de altura, con canales hoy secos que antiguamente eran utilizados para impulsar un molino, actualmente desaparecido. Desde este lugar y hasta la desembocadura del arroyo en el Río Paraná, unos cinco kilómetros aguas abajo, se suele practicar la pesca deportiva de tarariras (o taruchas, como se las denominan en la región), dorados, bogas, sábalos y bagres de todo tipo.